# UCI Coupe des Nations U23 2015
L'UCI Coupe des Nations U23 2015 est la neuvième édition de l'UCI Coupe des Nations U23. Elle est réservée aux cyclistes de sélection nationales de moins de 23 ans. Elle est organisée par l'Union cycliste internationale et fait partie du calendrier des circuits continentaux. Elle se compose de neuf courses, soit deux de plus que l'édition précédente avec les ajouts de la Course de la Paix espoirs et le Trophée Almar au programme. Le ZLM Tour devient une course par étapes et passe d'un format d'un à deux jours.

## Résultats

### Épreuves
| Date        | Épreuve                                    | Pays      | Vainqueur            | Deuxième                    | Troisième                 | Leader (nations) |
| ----------- | ------------------------------------------ | --------- | -------------------- | --------------------------- | ------------------------- | ---------------- |
| 11 février  | Championnat d'Asie sur route espoirs       | Thaïlande | Yūma Koishi          | Esmail Chaichi              | Peng Yuan-tang            | Japon            |
| 11 avril    | Tour des Flandres espoirs                  | Belgique  | Alexander Edmondson  | Gianni Moscon               | Truls Engen Korsæth       | Australie        |
| 15 avril    | Côte picarde                               | France    | Simone Consonni      | Owain Doull                 | Daniel Hoelgaard          | Italie           |
| 17-18 avril | ZLM Tour                                   | Pays-Bas  | Søren Kragh Andersen | Mads Pedersen               | Michael Carbel Svendgaard | Danemark         |
| 9 mai       | Championnat panaméricain sur route espoirs | Mexique   | Jhonatan Restrepo    | José Luis Rodríguez Aguilar | Lucas Gaday               | Danemark         |
| 29-31 mai   | Course de la Paix espoirs                  | Tchéquie  | Gregor Mühlberger    | Loïc Vliegen                | Odd Christian Eiking      | Norvège          |
| 26 juillet  | Trophée Almar                              | Italie    | Gianni Moscon        | Mihkel Räim                 | Lennard Hofstede          | Italie           |
| 9 août      | Championnat d'Europe sur route espoirs     | Estonie   | Erik Baška           | Mamyr Stash                 | Davide Martinelli         | Italie           |
| 22-29 août  | Tour de l'Avenir                           | France    | Marc Soler           | Jack Haig                   | Matvey Mamykin            | Italie           |

### Classement par nations
| #  | Pays      | Pts. |
| -- | --------- | ---- |
| 1  | Italie    | 103  |
| 2  | Norvège   | 81   |
| 3  | Danemark  | 79   |
| 4  | Russie    | 75   |
| 5  | France    | 73   |
| 6  | Belgique  | 72   |
| 7  | Allemagne | 52   |
| 8  | Australie | 47   |
| 9  | Autriche  | 45   |
| 10 | Pays-Bas  | 44   |